# Размисли за революцията във Франция
„Размисли за революцията във Франция“ (на английски: Reflections on the Revolution in France) е трактат от Едмънд Бърк, който има фундаментално значение за пораждането на съвременния консерватизъм. Благодарение на размислите, Бърк е наричан „баща на консерватизма“.
"Размислите за революцията във Франция" се превъръщат в първоизвор на политическата мъдрост на консервативното учение, и във въздигането на традиционализма на религията и морала в обществена норма за поведение. Трактатът има определено политическа насоченост и фокус насочен към логичния отговор на въпросите за това до какво водят „революционните идеали“ и какво налага да се пожертват живота и собствеността на ближните в името на социалното (не)равенство.